# (8238) Courbet
(8238) Courbet (4232 T-1) – planetoida z grupy pasa głównego asteroid okrążająca Słońce w ciągu 4,66 lat w średniej odległości 2,79 au. Odkryta 26 marca 1971 roku.